# (21671) Warrener
(21671) Warrener (1999 RP12) – planetoida z grupy pasa głównego asteroid okrążająca Słońce w ciągu 4,21 lat w średniej odległości 2,6 j.a. Odkryta 7 września 1999 roku.